# Großer Weiden-Glasflügler

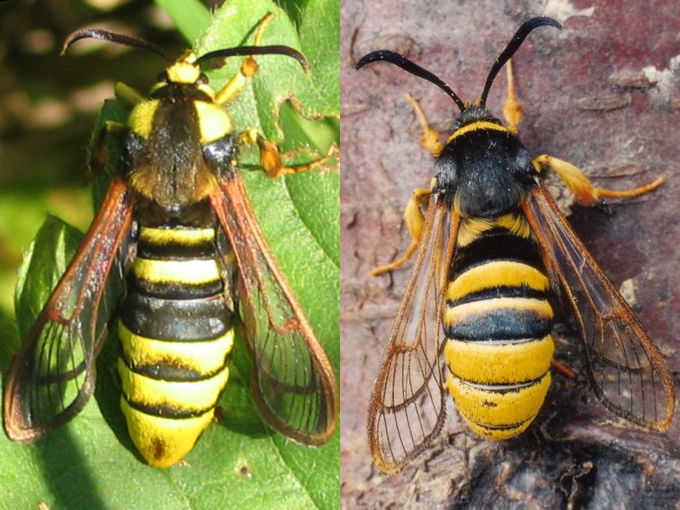
Links: Sesia apiformis, rechts: Sesia bembeciformis

Der Große Weiden-Glasflügler (Sesia bembeciformis) ist ein Schmetterling aus der Familie der Glasflügler (Sesiidae).

## Merkmale
Der Große Weiden-Glasflügler erinnert mit seiner Warnfärbung und seinem Verhalten an Hornissen – potentielle Beutegreifer meiden ihn dadurch. Die Art wird daher auch als Hornissenschwärmer bezeichnet. Eine derartige Anpassung wird auch Mimikry genannt. Die Imagines werden etwa 32 bis 42 Millimeter groß.
Von Laien ist die Art vom Hornissen-Glasflügler (Sesia apiformis) kaum zu unterscheiden. Dieser hat jedoch an den „Schultern“ direkt über den Flügelansätzen gelbe Farbbereiche, der Große Weiden-Glasflügler ist an dieser Stelle bis auf den gelben Halsring dunkel gefärbt.
Die Falter treten im Juli in Erscheinung, man findet sie dann ruhend an den Stämmen der Futterpflanzen. Dazu zählen Salweide (Salix caprea) und Asch-Weide (Salix cinerea). 
Die Eier werden auf der Rinde abgelegt. Die Larven bohren sich dann ins Holz und fressen dort.

## Synonyme
- Aegeria montelli Lofquist, 1922[1]
- Sphinx crabroniformis Lewin, 1797[1]